# مجله انجمن پرستاران بهداشت حرفه‌ای آمریکا
مجله انجمن پرستاران بهداشت حرفه‌ای آمریکا، مجله ماهانه داوری همتا و از جمله مجلات پرستاری انجمن رسمی آمریکایی پرستاران بهداشت حرفه‌ای بوده و زمینه بهداشت حرفه‌ای، بهداشت محیط و پرستاری را پوشش می‌دهد.